# Sjužet dlja nebol'šogo rasskaza
Sjužet dlja nebol'šogo rasskaza (Сюжет для небольшого рассказа) è un film del 1969 diretto da Sergej Iosifovič Jutkevič.